# Carlos Alberto Torres
Carlos Alberto Torres (Río de Janeiro, 17 de julio de 1944-Río de Janeiro, 25 de octubre de 2016), conocido como O Capitão do Tri (el Capitán del Tri), fue un futbolista y entrenador brasileño, considerado como uno de los mejores defensores de todos los tiempos, siendo capitán de la selección de Brasil que ganó el Mundial de 1970. Se destacó también como un excelente lanzador de penaltis.
Un defensor técnicamente dotado, con buenas habilidades con el balón y capacidades defensivas, anotó el cuarto gol de la selección brasileña en la final del mundial de México, considerado uno de los mejores goles en la historia del torneo.
Carlos Alberto fue miembro del equipo mundial del siglo XX. El escritor Eric Batty lo incluyó en el World XI de 1971. En 2003 fue inducido al National Soccer Hall of Fame de Estados Unidos y un año después  Pelé lo nombró en la lista FIFA 100 de los mejores jugadores vivos del mundo.  La RSSSF lo nombró entre los 50 mejores jugadores de todos los tiempos, y el 14 de diciembre de 2020 fue incluido como defensa lateral derecho en el segundo Dream Team histórico del Balón de Oro.

## Trayectoria

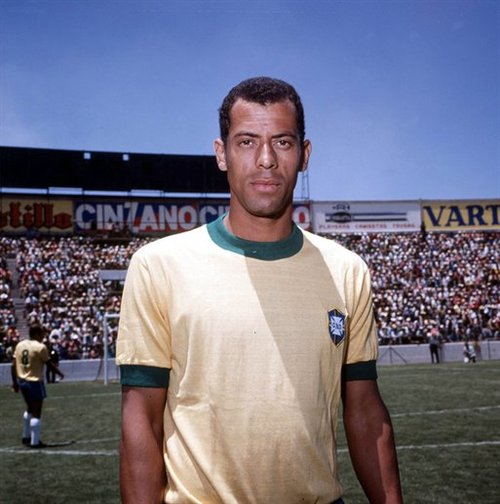
Carlos Alberto con la selección brasileña en el Mundial de 1970.

### Jugador
Carlos Alberto comenzó a jugar como juvenil a la edad de quince años en el Fluminense, y a los dieciocho años ya se había consolidado como lateral derecho en el primer equipo, logrando en ese lapso el Campeonato Carioca y la Taça Guanabara en 1964 y 1966 respectivamente. Poco después fue transferido al Santos, en donde se convirtió en compañero de equipo de Pelé, por la entonces inaudita suma de 200.000 cruzeiros, la transacción más cara del fútbol brasileño hasta ese momento.
Cuando Carlos Alberto llegó a Vila Belmiro en 1965, Santos atravesaba su apogeo, con logros como ganar dos veces la Copa Libertadores de América y la Copa Intercontinental. Inmediatamente asumió el lateral derecho, puesto que anteriormente ocupaba Ismael. Debutó con el Santos el 29 de abril de 1965, marcando uno de los goles en el triunfo amistoso por 9 a 4 ante el Remo, en Belém. Con el Santos fue pentacampeón Paulista, bicampeón de la Série A en 1965 y 1968, así como de la Supercopa de Campeones Intercontinentales 1968.
En 1971 jugó cedido en el Botafogo en 22 partidos, donde también destacó durante los tres meses que estuvo allí. Regresó a Vila Belmiro, donde permanecería hasta 1974, siendo en esta segunda etapa que pasó del lateral derecho a ser defensa. Carlos Alberto disputó 443 partidos, marcó 40 goles y ganó nueve títulos oficiales con la camiseta del Santos.
En 1974, regresó al Fluminense, donde formó parte del equipo que pasó a ser conocido como la Máquina Tricolor, siendo bicampeón de Río y semifinalista del Campeonato Brasileño de 1975 y 1976, jugando después para el Flamengo. Poco después, en 1977 fue transferido al New York Cosmos, donde se reunió con Pelé y conquistó cuatro copas en la NASL, teniendo un breve paso con California Surf en 1981. Carlos Alberto jugó su partido de despedida el 28 de septiembre de 1982 en un partido de exhibición entre el Cosmos y su antiguo equipo, el Flamengo. En 119 partidos de temporada regular y 26 partidos de playoffs, Carlos anotó un total de 8 goles y fue cinco veces All-Star de la NASL.

### Entrenador
Su carrera como entrenador de fútbol empezó en 1983 cuando dirigió al Flamengo, con quien ganó el Campeonato Brasileño de 1983. Además dirigió muchos otros clubes como el Corinthians entre 1985 y 1986; Náutico entre 1986 y 1988; Miami Sharks en 1988; Botafogo —campeón de la Copa Conmebol 1993— de 1993 al 1998, Fluminense entre 1994 y 1995; algunos en más de una ocasión.
También fue subdirector de selecciones nacionales como la selección de Nigeria y la selección de Omán. El 14 de febrero de 2004 fue nombrado director de la selección de fútbol de Azerbaiyán. Dimitió el 4 de junio de 2005 tras perder un partido contra Polonia, durante el cual agredió al árbitro técnico y corrió por el campo sugiriendo que el árbitro había sido sobornado.

## Selección nacional

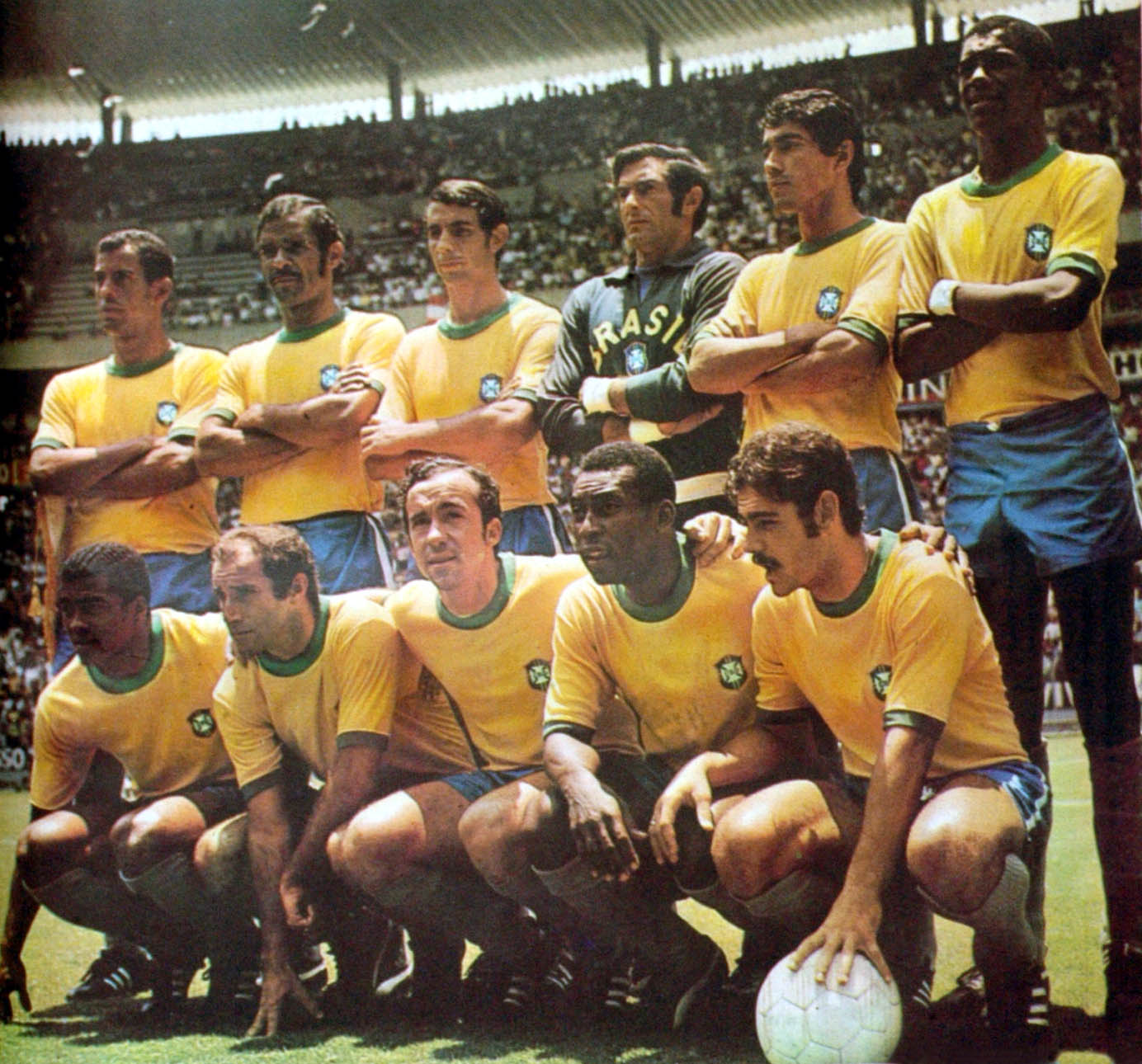
Selección brasileña del Mundial de México 1970.

Mário Zagallo y Carlos Alberto con el trofeo Jules Rimet.

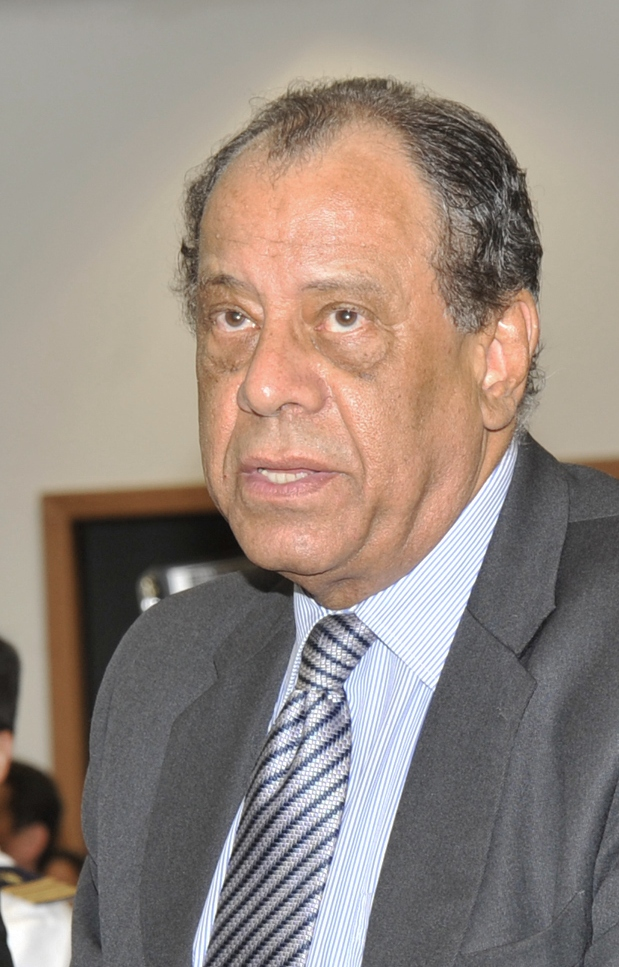
Carlos Alberto durante un acto de campaña promovido
por el Ministerio de Salud en 2011.

Carlos Alberto debutó internacionalmente el 30 de mayo de 1964 marcando a Bobby Charlton en el Maracaná, durante la Copa de las Naciones 1964, disputada entre Brasil, Inglaterra, Portugal y Argentina. La familiaridad del terreno y la multitud le ayudaron a dominar sus nervios y a un Charlton en la cima de sus poderes. Brasil ganó el juego a medio galope, 5-1.
Sin embargo, su orgullo pronto se vería mellado, cuando Vicente Feola anunció su equipo de 22 hombres para el Mundial de Inglaterra 1966, Carlos Alberto fue pasado por alto en favor del experimentado Djalma Santos. Al final resultaron eliminados en la fase de grupos en Inglaterra, y cuando a João Saldanha se le encomendó la tarea de restaurar el orgullo y pasión por la selección, reconoció la capacidad de liderazgo que Carlos Alberto demostraba constantemente en Santos (donde le acababan de dar el gafete) y lo nombró capitán nacional.
Por lo tanto, se recuerda a Carlos Alberto sosteniendo en alto el trofeo Jules Rimet después de que Brasil asegurara definitivamente la copa después de una impresionante victoria sobre Italia en la final del Mundial de México 1970. El gol de Carlos Alberto contra Italia en la final es considerado uno de los mejores goles jamás marcados en el torneo, y en 2002 el público del Reino Unido votó el gol como el número 36 en la lista de los 100 mejores momentos deportivos.
No pudo participar en el Mundial de Alemania Federal 1974 debido a una persistente lesión en la rodilla. Cuando finalmente recuperó la forma física para el partido, su velocidad se había visto comprometida. Sin embargo, su capacidad para leer el juego compensó su pérdida de ritmo, y cuando pasó al puesto de defensa central, encontró la forma que justificaba su regreso a la selección nacional. En 1977, Cláudio Coutinho lo eligió como capitán de la selección nacional durante los tres primeros partidos de clasificación para Argentina 1978. Se comportó bien a pesar de ser los primeros partidos internacionales competitivos que jugó en casi siete años. No obstante, se acercaba a los 33 años, y se retiró del fútbol internacional inmediatamente antes de unirse al New York Cosmos en la NASL.

## Vida privada
Carlos Alberto nació el 17 de julio de 1944, junto a su gemelo Carlos Roberto, teniendo además a su hermano José Luis y su hermana María Helena, crecieron en el antiguo suburbio de Vila da Penha en Río. Carlos Alberto brilló en el Colegio Grecia y luego en el Souza Aguiar en Vila da Penha, antes de pasar a la universidad en el Educandario Santa Fátima local.
Carlos Alberto estuvo casado tres veces: con Sueli (madre de sus hijos Andréa y Alexandre Torres, también futbolista), con la actriz Teresinha Sodré y con Graça, su última esposa.

### Carrera política
En política, Carlos Alberto militó en el Partido Democrático Laborista. Fue concejal de 1989 a 1993, ocupando la vicepresidencia y primera secretaría del Ayuntamiento de Río de Janeiro. En 2008 intentó presentarse a la vicealcaldía de la capital de Río de Janeiro, con la candidatura de Paulo Ramos, pero no resultó elegido.

### Fallecimiento
Carlos Alberto murió en Río de Janeiro el 25 de octubre de 2016, debido a un infarto masivo en su casa de Río de Janeiro. Era comentarista deportivo en el canal brasileño SporTV y apareció en vivo en el estudio sólo dos días antes de su muerte, que ocurrió exactamente un mes después de la muerte de su gemelo. Su cuerpo fue velado en la sede de la CBF, en Barra da Tijuca, y enterrado en el Cementerio de Irajá.

## Estilo de juego
“No tenemos a nadie que se acerque, que pueda llegar a ejercer ese liderazgo con naturalidad que él ejercía, en una generación que nunca tuvimos igual en el fútbol brasileño. Buscar otro Carlos Alberto Torres es imposible, pero tiene que reflejarse en él.”
Galvão Bueno. 25 de octubre de 2016.

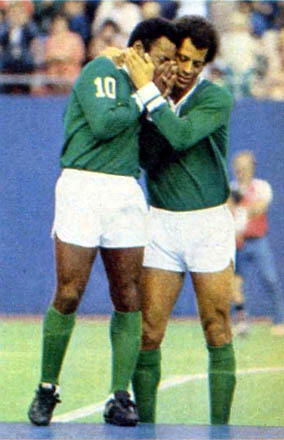
Carlos Alberto junto a Pelé en su partido de despedida en 1977.

Carlos Alberto Torres tenía una personalidad llamativa y una gran elegancia en el campo.
Tenía un estilo de liderazgo que no eximía a nadie de sus críticas, ni siquiera a Pelé, cuatro años mayor que él.  Carlos Alberto Torres no era sólo un capitán cuando se trataba de lanzar una moneda. Capita estuvo a favor de la destitución de João Saldanha (ante su negativa de llevar a Pelé a México) y fue uno de los que pidió a Zagallo seleccionar a Everaldo en lugar de Marco Antônio, entonces de 19 años y demasiado inexperto, en opinión del grupo.
Según palabras del portal UOL: hablador, impulsivo y enérgico, Carlos Alberto Torres no entraba en discusiones a medias. Un episodio que demuestra bien su estilo de liderazgo ocurrió en el partido en el que Brasil venció a Inglaterra por 1-0 en el Mundial de 1970. Carlos Alberto abandonó su posición sólo para hacer una entrada más fuerte al delantero inglés Francis Lee, que había pateado a Félix en la cara. Después de la jugada, Lee desapareció del juego.

## Palmarés

### Como jugador

#### Campeonatos nacionales
| Título  | Equipo          | País           | Año  |
| ------- | --------------- | -------------- | ---- |
| Série A | Santos F. C.    | Brasil         | 1965 |
| Série A | Santos F. C.    | Brasil         | 1968 |
| NASL    | New York Cosmos | Estados Unidos | 1977 |
| NASL    | New York Cosmos | Estados Unidos | 1978 |
| NASL    | New York Cosmos | Estados Unidos | 1980 |
| NASL    | New York Cosmos | Estados Unidos | 1982 |

#### Campeonatos internacionales
| Título                                    | Equipo              | Sede      | Año  |
| ----------------------------------------- | ------------------- | --------- | ---- |
| Juegos Panamericanos                      | Selección de Brasil | São Paulo | 1963 |
| copa de leche                             | Selección de Brasil | México    | 1970 |
| Supercopa de Campeones Intercontinentales | Santos F. C.        | Milán     | 1968 |

#### Campeonatos regionales
| Título               | Equipo           | Región                    | Año  |
| -------------------- | ---------------- | ------------------------- | ---- |
| Campeonato Carioca   | Fluminense F. C. | Río de Janeiro            | 1964 |
| Taça Guanabara       | Fluminense F. C. | Río de Janeiro            | 1966 |
| Campeonato Carioca   | Fluminense F. C. | Río de Janeiro            | 1975 |
| Campeonato Carioca   | Fluminense F. C. | Río de Janeiro            | 1976 |
| Campeonato Paulista  | Santos F. C.     | São Paulo                 | 1965 |
| Torneo Río-São Paulo | Santos F. C.     | Río de Janeiro/ São Paulo | 1966 |
| Campeonato Paulista  | Santos F. C.     | São Paulo                 | 1967 |
| Campeonato Paulista  | Santos F. C.     | São Paulo                 | 1968 |
| Campeonato Paulista  | Santos F. C.     | São Paulo                 | 1969 |
| Campeonato Paulista  | Santos F. C.     | São Paulo                 | 1973 |

### Como entrenador

#### Campeonatos nacionales
| Título  | Equipo         | País   | Año  |
| ------- | -------------- | ------ | ---- |
| Série A | C. R. Flamengo | Brasil | 1983 |

#### Campeonatos internacionales
| Título        | Equipo         | Sede           | Año  |
| ------------- | -------------- | -------------- | ---- |
| Copa Conmebol | Botafogo F. R. | Río de Janeiro | 1993 |

#### Campeonatos regionales
| Título             | Equipo           | Región         | Año  |
| ------------------ | ---------------- | -------------- | ---- |
| Campeonato Carioca | Fluminense F. C. | Río de Janeiro | 1984 |

### Distinciones individuales
| Distinción                                           | Año  |
| ---------------------------------------------------- | ---- |
| Equipo de las Estrellas de la Copa Mundial de Fútbol | 1970 |
| World XI                                             | 1971 |
| Equipo de las Estrellas del Clásico de Los Ángeles   | 1980 |
| Selección Sudamericana del siglo XX                  | 1998 |
| Equipo mundial del siglo XX                          | 1998 |
| National Soccer Hall of Fame                         | 2003 |
| FIFA 100                                             | 2004 |
| The Best of The Best – Jugador del Siglo: Top 50     | 2004 |
| Once histórico de plata del Balón de Oro             | 2020 |
| Once histórico de plata de la IFFHS                  | 2021 |